# ヴァルナ・トロリーバス
ヴァルナ・トロリーバス（ブルガリア語: Тролейбуси във Варна）は、ブルガリアの都市・ヴァルナのトロリーバス。1980年代にブルガリア各地に開通したトロリーバス路線の1つで、2025年現在は路線バスと共に都市交通会社（"Градски транспорт" ЕАД）によって運営されている。

## 概要
1980年代のブルガリアでは、安価な国内電力を用いたトロリーバスが各都市に開通していた。その一環としてヴァルナにトロリーバス路線が開通したのは1986年1月1日である。以降は順次路線網を拡大し、最盛期には10系統を有していたが、その後は廃止が相次ぎ、2025年時点では以下の3系統が運行されている。また、これらに加えて2019年以降86号線が運休状態となっている。
| 系統番号 | 起点             | 終点                      | 備考                           |
| -------- | ---------------- | ------------------------- | ------------------------------ |
| 82       | Бл 407 /Вл-вово/ | ЖП Гара обръщач тролеи    | 83号線とは一部経由区間が異なる |
| 83       | Бл 407 /Вл-вово/ | ЖП Гара обръщач тролеи    | 82号線とは一部経由区間が異なる |
| 88       | Бл 407 /Вл-вово/ | Обръщач тролеи Аспарухово |                                |

## 車両
ヴァルナ市内のトロリーバスには、開通当初チェコのシュコダ製の車両（シュコダ14Tr、シュコダ15Tr）や、ルーマニアとブルガリアの企業が共同で製造したDAC-チャブダー・317ETR（DAC-Chavdar 317ETR）が導入された他、訓練車として国内の他都市から譲渡されたシュコダ9Trが在籍していた。しかし、老朽化が進んだ事で2014年以降他都市との共同発注によりノンステップバスのシュコダ26Trを導入した事で、これらの車両は訓練用として残存したシュコダ14Tr・2両を残して2015年までに営業運転を離脱し、一部は他都市への譲渡が行われている。

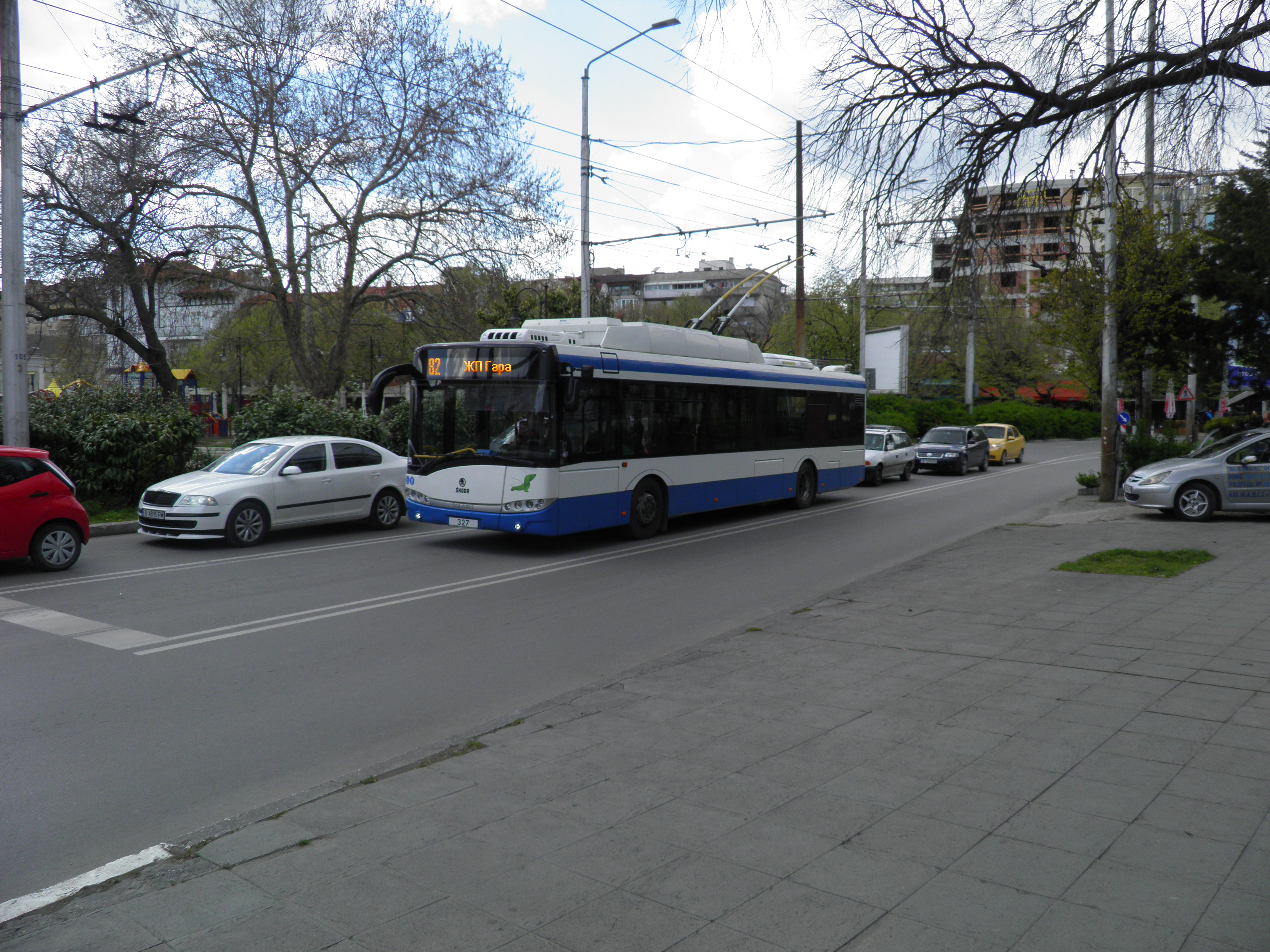
シュコダ26Tr（2017年撮影）
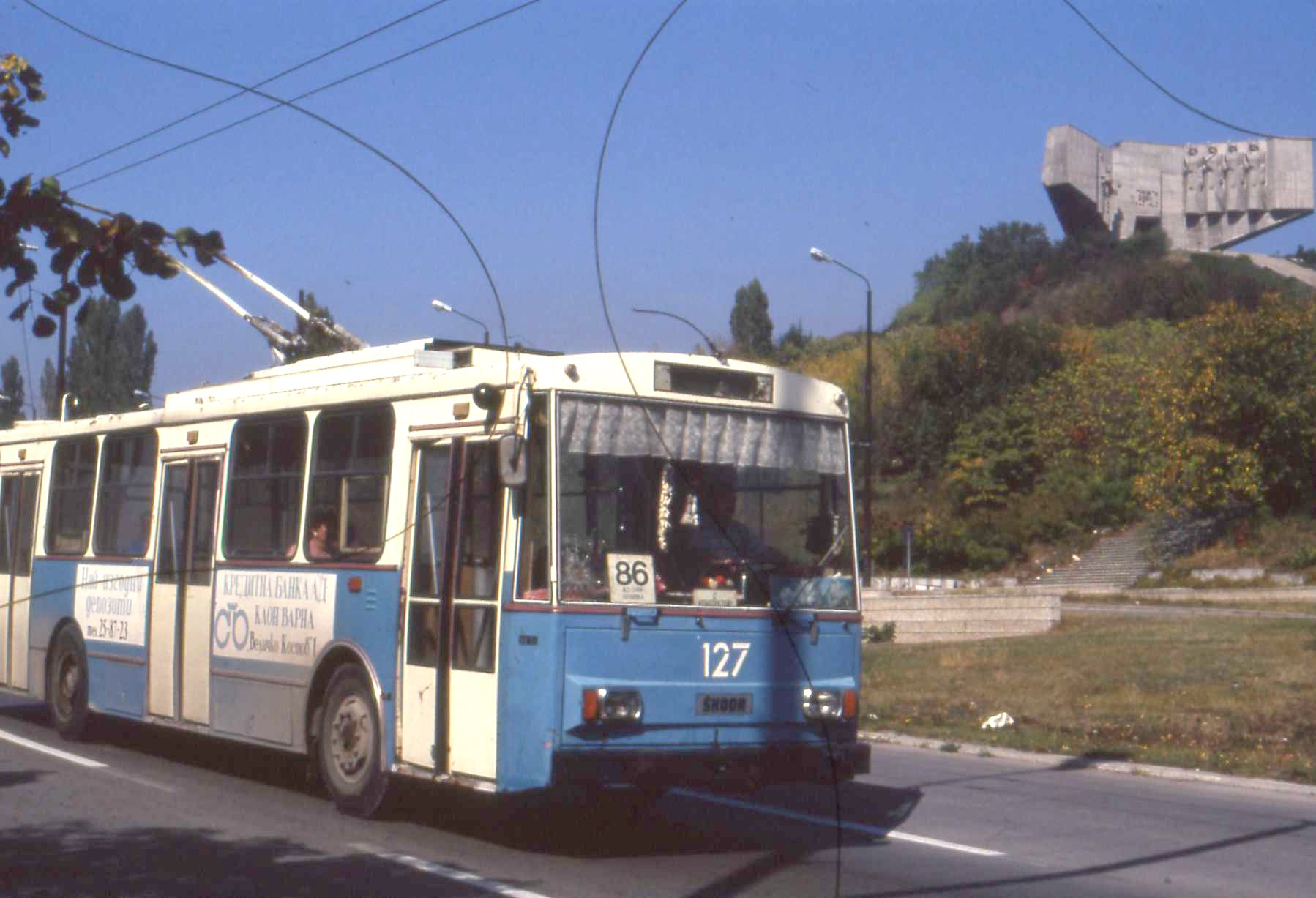
シュコダ14Tr（1993年撮影）
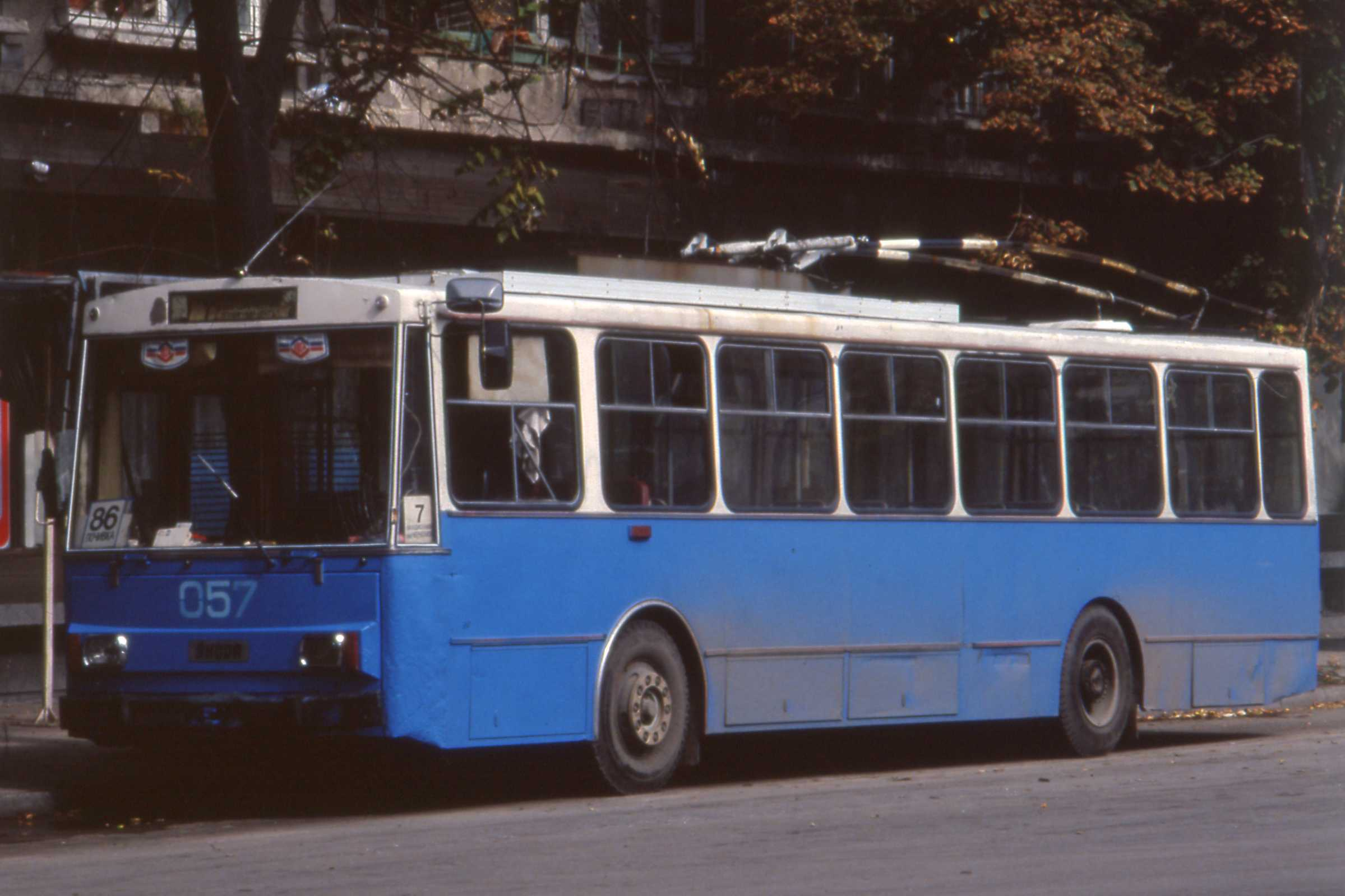
シュコダ14Tr（1993年撮影）
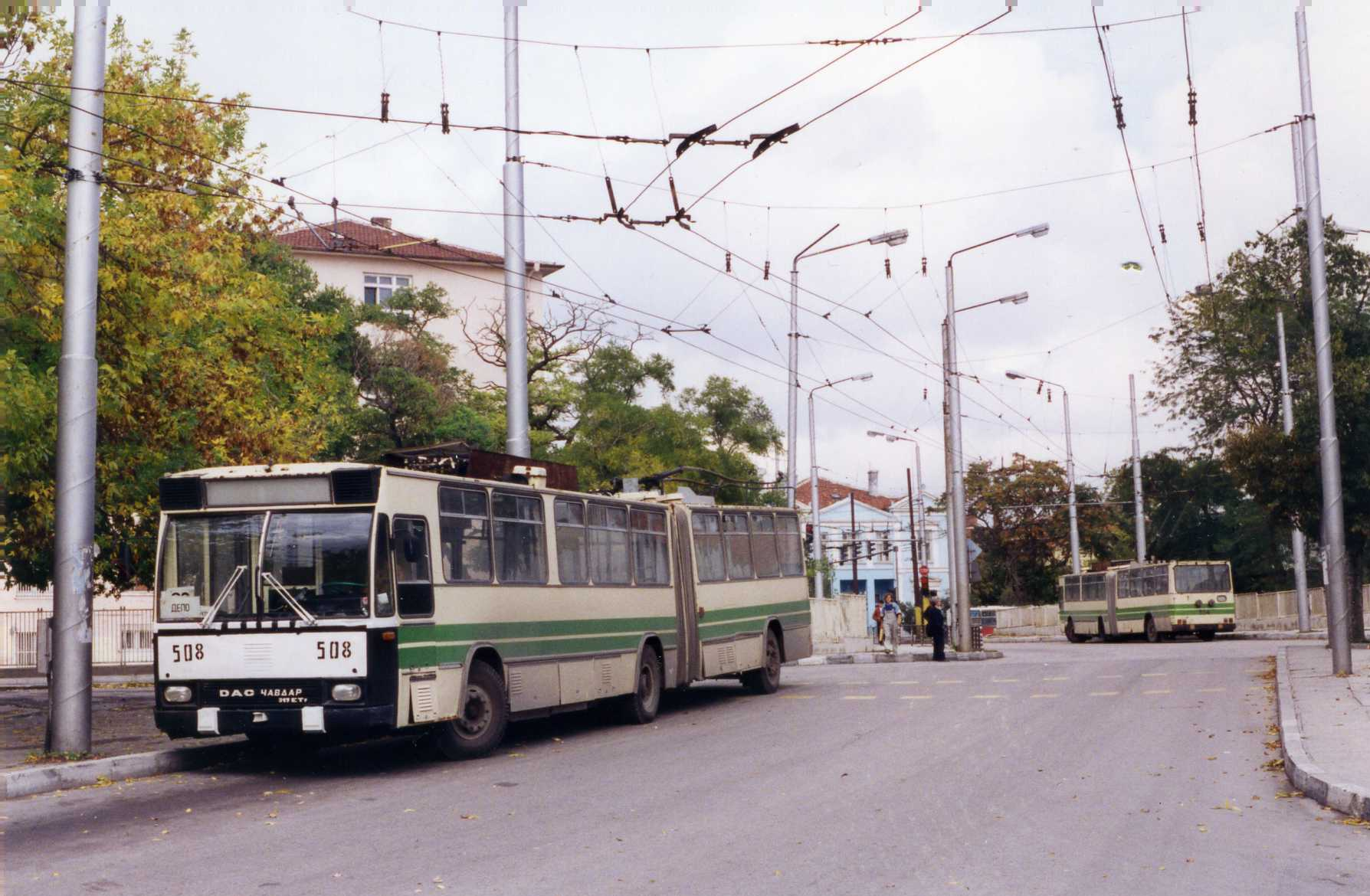
DAC-チャブダー・317ETR（2009年撮影）